# Франсіско Хав'єр Венегас
Франсіско Хав'єр Венегас де Саведра-і-Родрігес де Аренсана, маркіз де ла Реюньйон і де ла Нуева Іспанія (ісп. Francisco Xavier Venegas de Savedra y Rodríguez de Arenzana; 2 грудня 1754 — 18 лютого 1838) — іспанський генерал і колоніальний чиновник, віце-король Нової Іспанії в 1810—1813 роках та Нової Гранади 1810 року.

## Біографія
Служив у королівській армії, отримавши звання підполковника. Перед самим початком війни проти Наполеона вийшов у відставку, але знову був призваний до лав збройних сил. Брав участь у багатьох битвах і невдовзі очолив Ламанчську армію. Втім після нищівної поразки влітку 1809 року був усунутий від командування та призначений на посаду військового губернатора Кадіса. На початку 1810 року туди ж відступив Хосе Марія де ла Куева з рештками іспанського війська, що призвело до суперечок між двома генералами в питаннях старшинства. Щоб розв'язати проблему, Кадісська хунта призначила де ла Куеву командувачем у Кадісі, а Венегас став віце-королем Нової Іспанії. Одночасно він мав узяти під своє керівництво й Нову Гранаду, в якій саме почались революційні виступи, втім до Санта-Фе Венегас так і не потрапив.
28 серпня 1810 року новий віце-король прибув до Веракруса й 13 вересня офіційно вступив на посаду в Мехіко. Одним з перших своїх указів він призупинив стягнення податків з індіанців і мулатів. Лише за кілька днів Мігель Ідальго підбурив у Мексиці антиіспанське повстання. Венегас одразу ж висунув на придушення заворушень усю армію, в тому числі й столичний гарнізон. До літа 1811 року Венегасу вдалось розбити основні сили повстанців і схопити їхніх лідерів, але невдовзі виступи охопили всю Нову Іспанію, й боротьба отримала нових вождів.
18 березня 1812 року Кадіські кортеси ухвалили конституцію, наказавши оприлюднити її у всіх іспанських володіннях. Будучи прибічником абсолютизму, Венегас затримав її публікацію в Новій Іспанії на 24 дні, а потім запровадив стан облоги в Мехіко, заборонивши свободу друку та зборів.
Кадіська хунта вважала, що дії Венегаса перешкоджають умиротворенню країни, натомість проіспанська партія в Новій Іспанії вважала, що віце-король надто м'який відносно заколотників. Зрештою 16 вересня 1812 року Венегас був усунутий від посади віце-короля, однак те рішення було впроваджено лише 4 березня 1813 року, коли новим віце-королем став генерал Кальєха.
Після того Венегас негайно повернувся до Іспанії, де король Фернандо VII надав йому титули маркіза де ла Реюньйон і де Ла Нуева Іспанія. 1818 року він отримав пост генерал-капітана Галісії. В 1834—1836 роках Венегас був членом верхньої палати іспанського парламенту.
Помер 1838 року в Мадриді.